# Secure Interoperable Chip Card Terminal
Als Secure Interoperable Chip Card Terminal (SICC-Terminal) werden Kartenlesegeräte bezeichnet, die der zugehörigen Spezifikation genügen. Diese Spezifikation wurde durch die Arbeitsgruppe „SICCT“ des TeleTrusT – Bundesverband IT-Sicherheit e.V. erarbeitet. Die Spezifikation beschreibt ein Chipkartenterminal mit generischer Systemarchitektur.

## Funktion
Ein SICC-Terminal ist ein universell einsetzbares Chipkartenterminal mit der Möglichkeit, Kartenterminals über verschiedene Anschlussmöglichkeiten wie RS232, USB, Ethernet 802.3 usw. zu betreiben. Folgende weitere Eigenschaften eines SICC-Terminals sind zu nennen:
- Es gibt eine High Level API (benutzbar statt tieferer Schnittstellen wie PC/SC, CTAPI)
- Es ist eine Administration über das Netz möglich
- Es gibt zwei Modi:

1. MKT-Befehlssatz
2. Erweiterte API.

### Stand 3. Mai 2006
Die SICCT-Spezifikation ist Grundlage der für die Telematik-Infrastruktur der elektronischen Gesundheitskarte in Erstellung befindlichen Spezifikation „eHealth-Terminal auf der Basis SICCT für das deutsche Gesundheitswesen“.
Bestandteil des SICCT ist ein sogenannter Trusted Viewer, der dem Anwender die zu signierenden Daten und die Details zum Signiervorgang über eine vertrauenswürdige Komponente anzeigt. Der Signaturersteller muss diesen Trusted Viewer nicht zwingend bei jeder Signatur verwenden, sondern kann dieses nach Bedarf eigenständig entscheiden.